# رونالد باي
رونالد باي هو مؤلف وسياسي نرويجي، ولد في 23 نوفمبر 1937 في أوسلو في النرويج، وتوفي في 24 سبتمبر 2018. نشط حزبياً في حزب العمال. وقد انتخب ممثل رئيس حزب ‏ حزب العمال (1969 – 1975) وانتخب Minister of Transport of Norway ‏ (8 أكتوبر 1979 – 14 أكتوبر 1981).

## وصلات خارجية
- رونالد باي على موقع IMDb (الإنجليزية)